# Seedienst Ostpreußen

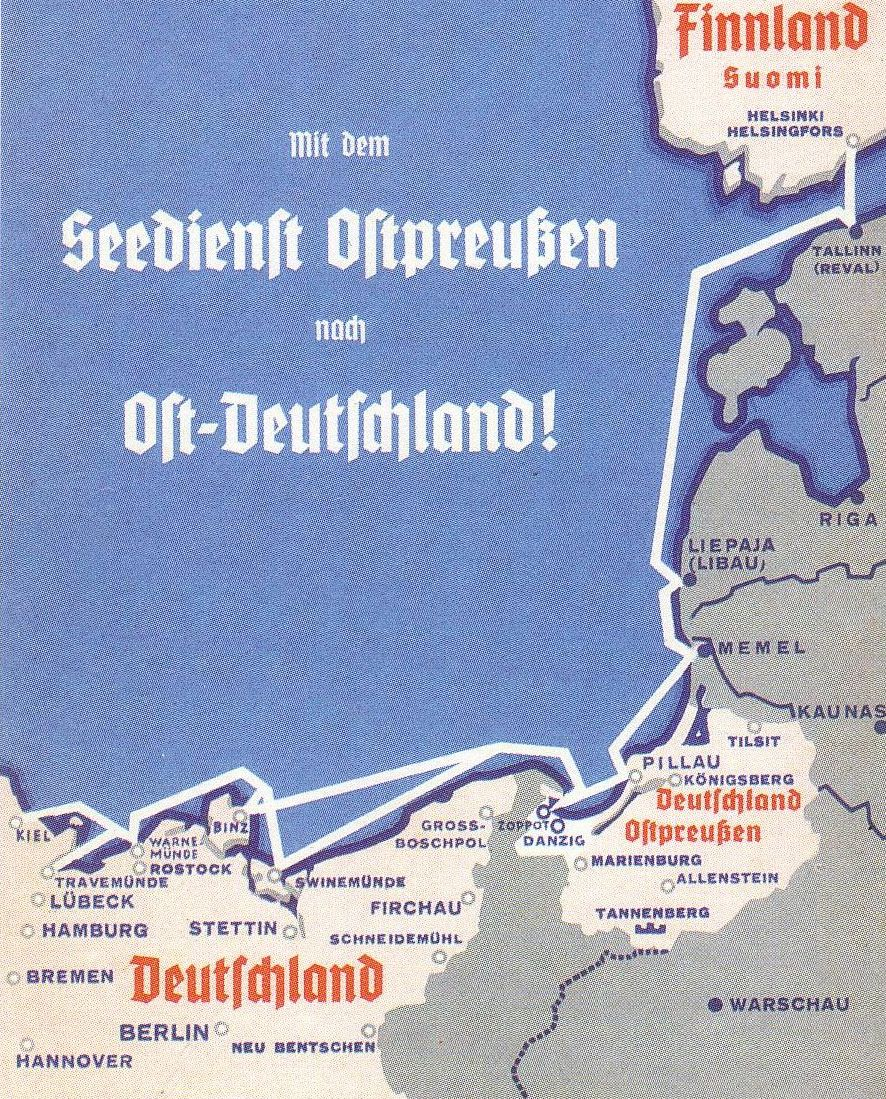
Seedienst Ostpreußen in 1936

De Seedienst Ostpreußen was tussen 1922 en 1939 een personen- en vrachtverbinding tussen Oost-Pruisen en het Duitse Rijk. 
De Seedienst werd in het leven geroepen na de Eerste Wereldoorlog toen Oost-Pruisen door het Verdrag van Versailles afgescheiden werd van de rest van Duitsland. Door de aan Polen toegewezen corridor naar de Oostzee kon men niet over land naar Oost-Pruisen. Daardoor was er grote vraag naar scheepsvervoer naar de hoofdstad Koningsbergen en andere havens. Na het uitbreken van de Tweede Wereldoorlog werd de Seedienst opgeheven omdat er toen weer transport over land kon plaatsvinden. 
Aanvankelijk voer Seedienst Ostpreußen met gecharterde schepen, later kwamen er eigen schepen. Het eerst schip vertrok op 30 januari uit de haven van Swinemünde richting Pillau. In de zomer vertrokken dagelijks schepen mits er genoeg passagiers waren, en in de winter vier tot vijf maal per week. In 1927 werd de verbinding verlengd tot in het Litouwse Memel en in 1930 tot het Letse Libau. Vanaf 1933 voeren de schepen in het westen tot in Lübeck en vanaf 1934 tot in Kiel. 
De reistijd tussen Swinemünde en Pillau bedroeg 15 uur. Omdat de kleine, niet zo comfortabele, schepen geen plaats boden om te overnachten werd er enkel overdag gevaren. 
Op 9 juli 1941 zonken de schepen Preußen, Hansestadt Danzig en Tannenberg in een mijnenveld bij hun activiteit als mijnenlegger. Dit was meteen het einde van de Seedienst Ostpreußen.